# Mahazat-as-Sayd-Schutzgebiet
Koordinaten: 22° 12′ 12″ N, 41° 49′ 36″ O
Das Mahazat-as-Sayd-Schutzgebiet (arabisch محمية محازة الصيد, DMG Maḥmiyyat Maḥāzat aṣ-Ṣaid) liegt in Saudi-Arabien, ca. 180 km nordöstlich von Ta'if an der Straße von Mekka nach Riad. Das gesamte Gelände ist umzäunt und bedeckt eine Fläche von 2.244 Quadratkilometern.

## Geschichte
Mahazat as-Sayd wurde 1988 als Schutzgebiet ausgewiesen und ein Jahr später auf einer Fläche von 2.244 Quadratkilometern umzäunt, um zu verhindern, dass Nutztiere der Bevölkerung eindringen und das Gebiet zu stark abweiden.

## Geographie und Vegetation
Es handelt sich um eine leicht wellige Ebene mit aridem Klima. Die mittlere Jahresniederschlagsmenge beträgt etwa 100 mm. Durch den Zaun, der das Gelände vor Überweidung durch Haustiere schützt, konnte sich die Vegetation des Reservates in erstaunlicher Weise regenerieren und gleicht heute eher einer Savanne als den umliegenden, kargen Wüstengebieten.

## Tierwelt
In dem Reservat wurden Arabische Oryxantilopen, Sandgazellen, Afrikanische Strauße (als Ersatz für den ausgestorbenen Arabischen Strauß), und Kragentrappen ausgewildert. Daneben kommen Rotfüchse, Sandfüchse, Sandkatzen, Falbkatzen und Honigdachse vor. Das Reservat ist ein wichtiges Brutgebiet für den bedrohten Ohrengeier und Zwischenstation für zahlreiche Zugvögel. Ursprünglich beherbergte das Gebiet auch Wölfe, Geparden, Streifenhyänen, Saudi-Gazellen und Edmigazellen.
Die Bestände der Oryxantilopen haben sich inzwischen stark vermehrt. Die Zahl der Tiere im Reservat betrug im Jahr 2003 über 700 Exemplare. Die maximale Tragfähigkeit des Gebietes wurde auf 850 Tiere geschätzt. Allerdings führte eine extreme Trockenheit in der Region dazu, dass die Bestände der Arabischen Oryx von etwa 600 Tieren im Jahr 2006 auf unter 400 im Jahr 2008 fielen. Die Zahl der Arabischen Kropfgazellen fiel im gleichen Zeitraum von 1200 auf etwa 700. Zum Teil sind die Zäune des Reservats für die hohen Verluste verantwortlich, da sie die Tiere am verlassen des Gebietes hindern. Im Vergleich zu vergleichbaren Studien, die sich mit dem Bestandsrückgang von wilden Großtieren in Dürrezeiten beschäftigen, werden die Verluste allerdings noch als moderat eingestuft.